# Slamet Muljana
Slamet Muljana (ur. 21 marca 1929 w Yogyakarcie, zm. 2 czerwca 1986 w Dżakarcie) – indonezyjski filolog, językoznawca i historyk.

## Życiorys
Urodził się w 1929 roku w Yogyakarcie. W 1950 r. ukończył studia licencjackie na Universitas Gadjah Mada, a w 1952 r. otrzymał magisterium na Uniwersytecie Indonezyjskim. W 1954 r. uzyskał doktorat z historii i filologii na Uniwersytecie Louvain w Belgii.
W 1985 r. został profesorem Uniwersytetu Indonezyjskiego. Prowadził wykłady na uczelniach krajowych (Universitas Gadjah Mada, Institut Keguruan Ilmu Pendidikan Bandung, Akademi Penerangan, Akademi Jurnalistik) i zagranicznych (Uniwersytet Johanna Wolfganga Goethego we Frankfurcie nad Menem, State University of New York at Albany, Nanyang University of Singapore).
Jego dorobek obejmuje prace z zakresu historii oraz publikacje na temat polityki językowej.

## Twórczość (wybór)
- Nagarakretagama (1953)
- Poezie in Indonesia (1954)
- Bahasa dan Sastra Indonesia (1955)
- Kaidah Bahasa Indonesia I (1956)
- Kaidah Bahasa Indonesia II (1957)
- Politik Bahasa Nasional (1959)
- Sriwijaya (1960, terbit ulang 2006)
- Asal Bahasa dan Bangsa Indonesia (1964)
- Semantik (1964)
- Menuju Puncak Kemegahan (1965)
- The Structure of The National Government of Majapahit (1966)
- Perundang-undangan Majapahit (1967)
- Runtuhnya Kerajaan Hindu-Jawa dan Timbulnya Negara-Negara islam di Nusantara (1968)
- Nasionalisme sebagai Modal Perjuangan Bangsa Indonesia I (1968)
- Nasionalisme sebagai Modal Perjuangan Bangsa Indonesia II (1969)
- A Story of Majapahit (1976)
- Nagarakretagama dan Tafsir Sejarahnya (1979)
- Dari Holotan ke Jayakarta (1980)
- Kuntala, Sriwijaya, dan Suwarnabhumi (1981)
- Pemugaran Persada Sejarah Leluhur Majapahit (1983)